# Pyrgochóri
Pyrgochóri (Pyrgochori) är en ort i Grekland.   Den ligger i prefekturen Nomós Kaválas och regionen Östra Makedonien och Thrakien, i den nordöstra delen av landet, 300 km norr om huvudstaden Aten. Pyrgochóri ligger 158 meter över havet och antalet invånare är 140.
Terrängen runt Pyrgochóri är kuperad åt sydost, men åt nordväst är den bergig. Runt Pyrgochóri är det ganska glesbefolkat, med 47 invånare per kvadratkilometer. Närmaste större samhälle är Eleftheroúpolis, 9,3 km nordost om Pyrgochóri. I omgivningarna runt Pyrgochóri växer i huvudsak blandskog.